# Anthomyia ophiata
Anthomyia ophiata är en tvåvingeart som beskrevs av Griffiths 2001. Anthomyia ophiata ingår i släktet Anthomyia och familjen blomsterflugor.
Artens utbredningsområde är Arizona. Inga underarter finns listade i Catalogue of Life.